# Tus Airways
A Tus Airways é uma companhia aérea cipriota sediada em Larnaca e com base no Aeroporto Internacional de Larnaca. A companhia aérea foi fundada em junho de 2015 e iniciou voos de Larnaca em 14 de fevereiro de 2016.

## História

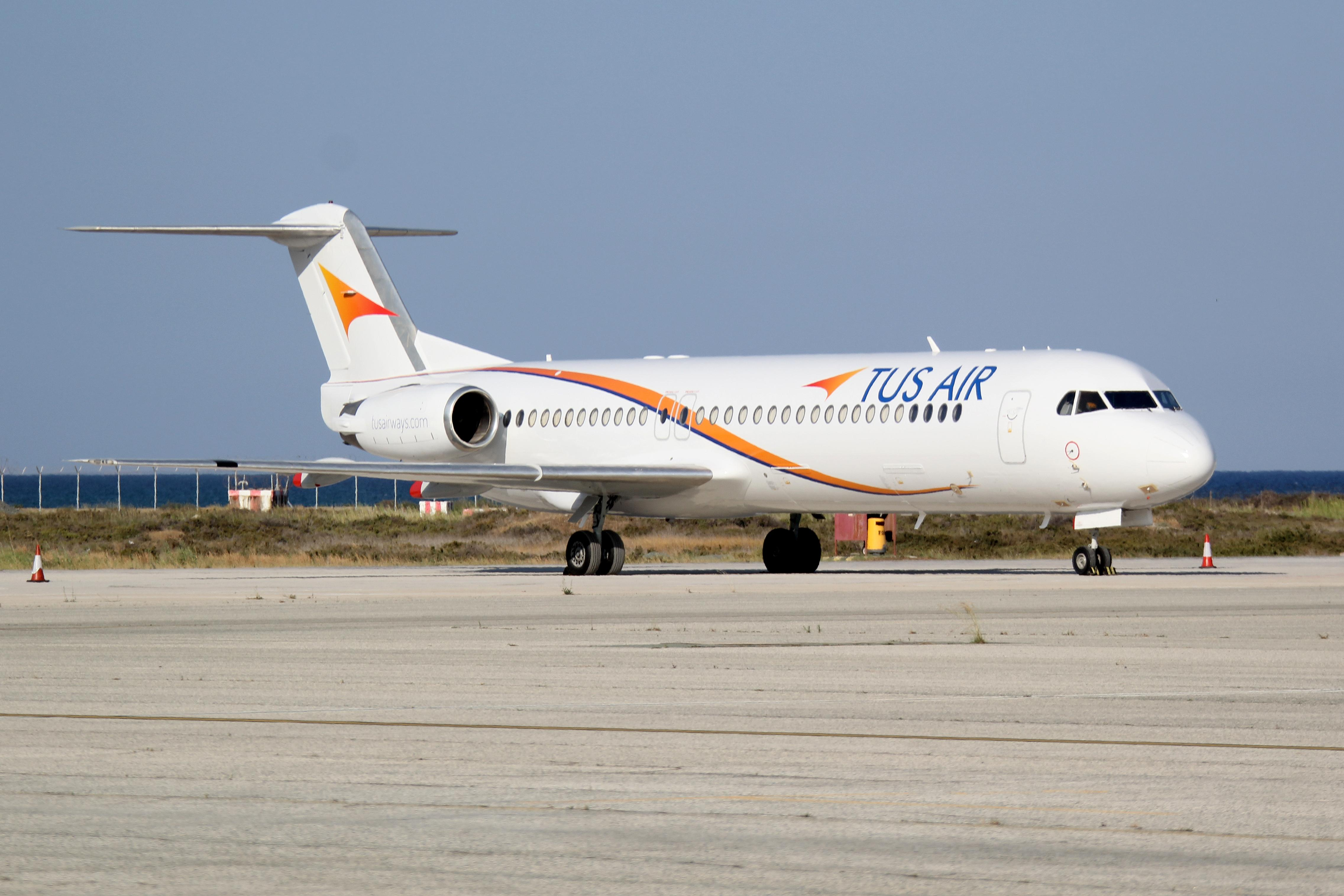
Fokker 100 da Tus Airways

A Tus Airways foi fundada em junho de 2015 e é apoiada por investidores da Europa e dos Estados Unidos. Foi a primeira companhia aérea cipriota a ser fundada após a dissolução da Cyprus Airways em 2015. A Tus Airways iniciou suas operações em 14 de fevereiro de 2016 com um Saab 340B operando de Larnaca a Tel Aviv e Haifa em Israel. Em julho de 2016, a companhia aérea recebeu seu primeiro Saab 2000 para aumentar a capacidade de suas rotas. Em junho de 2017, a companhia aérea adquiriu seu primeiro avião a jato, dois Fokker 100. Posteriormente, comprou cinco Fokker 70. Em 6 de julho de 2018, a companhia aérea também lançou seu programa de milhagem “Tus & Plus”.

## Frota
A frota da Tus Airways consiste nas seguintes aeronaves (Junho de 2021):
| Aeronaves       | Em Serviço | Ordens | Passageiros | Notas |
| --------------- | ---------- | ------ | ----------- | ----- |
| Airbus A320-200 | 2          | 5      | 180         |       |
| Airbus A330-200 | –          | 2      | TBA         |       |
| Total           | 2          | 7      |             |       |